# Beauregard-Vendon
Beauregard-Vendon è un comune francese di 1 037 abitanti situato nel dipartimento del Puy-de-Dôme nella regione dell'Alvernia-Rodano-Alpi.

## Società

### Evoluzione demografica
Abitanti censiti